# Fern Acres
Pour les articles homonymes, voir Fern.
Ne doit pas être confondu avec Fern Forest.
Fern Acres est une zone de recensement (CSD) des États-Unis située dans le district de Puna, dans le comté de Hawaï de l'État du même nom, dans le Sud-Est de l'île d'Hawaï.
La localité se trouve sur les flancs du Kīlauea, au nord-est de sa caldeira sommitale.

## Démographie
| Groupe            | Fern Acres | Hawaï | États-Unis |
| ----------------- | ---------- | ----- | ---------- |
| Métis             | 40,7       | 23,6  | 2,9        |
| Blancs            | 39,3       | 24,7  | 72,4       |
| Océaniens         | 11,7       | 10,0  | 0,2        |
| Asiatiques        | 6,6        | 38,6  | 4,8        |
| Autres            | 0,7        | 1,3   | 6,2        |
| Afro-Américains   | 0,6        | 1,6   | 12,6       |
| Amérindiens       | 0,4        | 0,3   | 0,9        |
| Total             | 100        | 100   | 100        |
|                   |            |       |            |
| Latino-Américains | 15,8       | 8,9   | 16,7       |

Selon l'American Community Survey, pour la période 2011-2015, 93,01 % de la population âgée de plus de 5 ans déclare parler l'anglais à la maison, 4,95 % déclare parler une langue polynésienne, 1,53 % le japonais et 0,51 % l'espagnol.